# Tribeca Productions
Tribeca Productions ist eine US-amerikanische Filmproduktionsgesellschaft.
Tribeca Productions wurde im Jahr 1989 vom Schauspieler Robert De Niro und der Filmproduzentin Jane Rosenthal im New Yorker Stadtteil Manhattan, im Stadtviertel Tribeca, gegründet. Die Firma produzierte Anfang der 1990er Jahre kostengünstig Aufnahmen im New Yorker Stadtgebiet, aber auch in Kanada in den Städten Vancouver und Toronto, in Zusammenarbeit mit anderen Produktionsfirmen.
Unter der Mitwirkung von Tribeca entstanden unter anderem Filme wie Kap der Angst, Reine Nervensache, Meine Braut, ihr Vater und ich, About a Boy oder: Der Tag der toten Ente, Public Enemies, Bohemian Rhapsody und The Irishman.
Zudem sind De Niro und Rosenthal gemeinsam mit Craig Hatkoff die Gründer des Tribeca Film Festivals.

## Produktionen
- 1991: Kap der Angst (Cape Fear)
- 1992: Halbblut (Thunderheart)
- 1992: Mistress – Die Geliebten von Hollywood (Mistress)
- 1992: Night and the City
- 1993: Die Nacht mit meinem Traummann (The Night We Never Met)
- 1993: In den Straßen der Bronx (A Bronx Tale)
- 1995: Panther
- 1996: Der Hochzeitstag (Faithful)
- 1996: Marvins Töchter (Marvin’s Room)
- 1997: Wag the Dog – Wenn der Schwanz mit dem Hund wedelt (Wag the Dog)
- 1998: Snitch
- 1998: Witness to the Mob
- 1998: The Repair Shop
- 1999: Reine Nervensache (Analyze This)
- 1999: Entropy
- 1999: Chutney Popcorn
- 1999: Makellos (Flawless)
- 2000: Die Abenteuer von Rocky und Bullwinkle (The Adventures of Rocky and Bullwinkle)
- 2000: Meine Braut, ihr Vater und ich (Meet the Parents)
- 2000: Holiday Heart (Fernsehfilm)
- 2001: 15 Minuten Ruhm (15 Minutes)
- 2002: Showtime
- 2002: About a Boy oder: Der Tag der toten Ente (About a Boy)
- 2002: Porn ’n Chicken (Fernsehfilm)
- 2002: Reine Nervensache 2 (Analyze That)
- 2003: About a Boy (Fernsehfilm)
- 2004: House of D
- 2004: Stage Beauty
- 2004: Meine Frau, ihre Schwiegereltern und ich (Meet the Fockers)
- 2004: Die Brücke von San Luis Rey (The Bridge of San Luis Rey)
- 2005: Rent
- 2006: Der gute Hirte (The Good Shepherd)
- 2008: Inside Hollywood (What Just Happened?)
- 2009: Public Enemies
- 2010: Meine Frau, unsere Kinder und ich (Little Fockers)
- 2012: Being Flynn
- 2012: NYC 22 (Fernsehserie, 13 Episoden)
- 2014: Remembering the Artist: Robert De Niro, Sr. (Dokumentarfilm)
- 2014–2015: About a Boy (Fernsehserie, 33 Episoden)
- 2015: For Justice (Fernsehfilm)
- 2017: The Wizard of Lies – Das Lügengenie (The Wizard of Lies, Fernsehfilm)
- 2018: Quincy (Dokumentarfilm)
- 2018: Bohemian Rhapsody
- 2019: When They See Us (Miniserie, 4 Episoden)
- 2019: The Irishman
- 2020: Artemis Fowl